# 塞尔焦·戈里
塞尔焦·戈里（義大利語：Sergio Gori，1946年2月24日—2023年4月5日），意大利前男子足球运动员，场上位置是前锋。他曾代表意大利国家队参加1970年国际足联世界杯，结果获得亚军。